# William D. Coleman

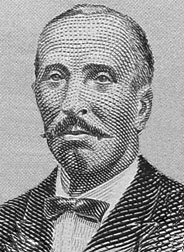
William D. Coleman

William David Coleman (* 1842 in Fayette County, Kentucky; † 1908 in Clay-Ashland, Liberia) war von 1896 bis 1900 13. Staatspräsident von Liberia.
Er wurde in Fayette County, Kentucky geboren und emigrierte im Alter von elf Jahren nach Liberia. Coleman lernte den Beruf des Zimmermanns, wurde jedoch zu einem erfolgreichen Händler, bevor er sich der Politik widmete. Zum Sprecher des Repräsentantenhauses wurde er 1877 gewählt. 1879 gewann er die Wahl zum Senator von Montserrado County und behielt dieses Mandat, bis er 1892 zum Vizepräsidenten von Joseph James Cheeseman gewählt wurde. Sie wurden zweimal wiedergewählt und Coleman übernahm die Präsidentschaft als Cheeseman 1896 starb.
William David Coleman wurde zweimal wiedergewählt und machte sich für die Bildung und die Überprüfung der Finanzen des Landes stark. Das Liberianische College wurde durch ihn wiedereröffnet, er strukturierte die Belange des Departments und lockerte die Zollbestimmungen nach seinem Amtsantritt. Er befürwortete die Förderung der natürlichen Ressourcen, spürte jedoch die oppositionellen Stimmungen, die gegen seine Befürwortung aufkam und schließlich seinen Rücktritt verursachte.
Er blieb in der Politik aktiv und stellte sich noch drei weitere Male zur Wahl zum Präsidenten, wurde jedoch stets von seinen Gegnern geschlagen.
William Coleman starb in seiner Heimatstadt Clay-Ashland.